# Dorian Caddy
Dorian Caddy (Cagnes-sur-Mer, 20 marzo 1995) è un calciatore francese, attaccante del Vence.

## Caratteristiche tecniche
È una prima punta che può giocare anche da ala destra.

## Carriera

### Club
Cresciuto nelle giovanili del Nizza, fa il suo debutto da professionista con la squadra riserve il 22 novembre 2012 nel corso del match vinto 2-1 contro il Las Tolone.
Le sue buone performances gli valgono, per la stagione 2015-2016, la convocazione in prima squadra. Esordisce in Ligue 1 il 23 gennaio 2016 disputando da titolare il match vinto 2-1 contro il Lorient.
Nel mercato invernale della stagione seguente viene ceduto in prestito al Clermont Foot.

### Nazionale
Nel 2011 ha giocato 5 partite nella nazionale francese Under-16.

## Palmarès

### Club

#### Competizioni nazionali
- Championnat National: 1

Rodez: 2018-2019